# بيل هوف
بيل هوف (بالإنجليزية: Bill Hoff)‏ هو سائق سباق أمريكي، ولد في 1951 في إيفيلاند في الولايات المتحدة.